# Óborlovény
Óborlovény (Borlovenii Vechi), falu Romániában, a Bánságban, Krassó-Szörény megyében.

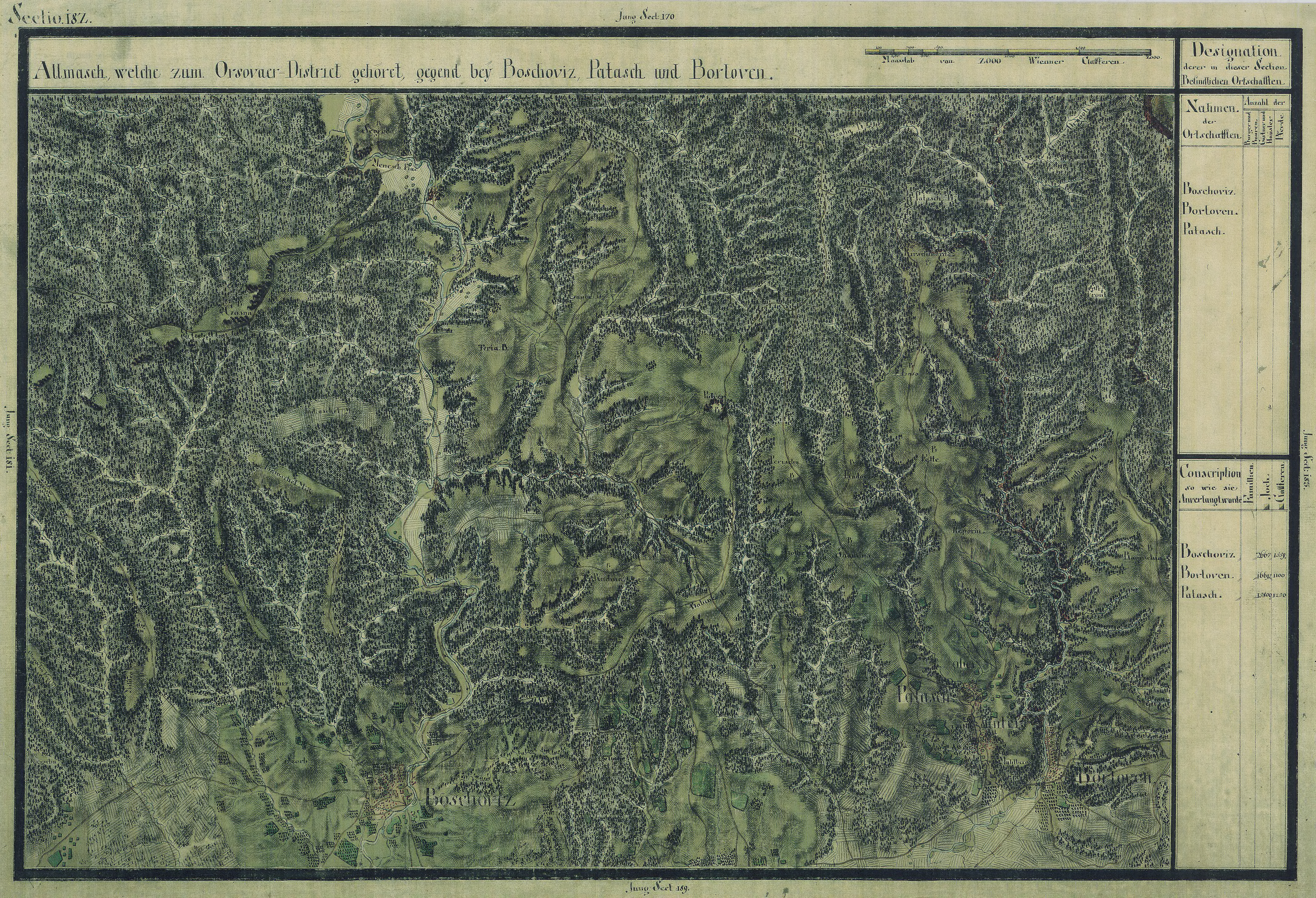
Óborlovény egy régi térképen